# Fényes Dezső
Fényes Dezső (Arad, 1859. március 12. − Arad, 1917. július 14.) középiskolai természettan- és mennyiségtantanár.

## Életpályája
Fényes Károly ügyvéd és Gantner Luiza fia. A nyelveket és mennyiségtant legelőször édesapja oktatta számára. Középiskoláit Aradon végezte, ahol Antolik Károly tanár ébresztette fel érdeklődését a természettani kísérletek iránt. A budapesti egyetemen és műegyetemen képezte magát középiskolai tanárrá természettanból és mennyiségtanból. 1880-ban a budapesti egyetem egyévszázados ünnepén a Thomson-Varley-féle galvánelemek tanulmányozásával pályadíjat nyert; ugyanekkor mint a tudomány- és műegyetemi olvasókör alelnöke és a tudományos vitatkozások ügyeinek előadója újjászervezte a vitatkozások ügyét és az ekkor kinyomtatott szabályzat maradt később is érvényben. 1881 januárjában Párizsba utazott, ahol a Sorbonne-on a Jules Jamin vezetése alatt álló Laboratoire des Recherches Physiques-ben a periodikus mozgások összetételére alapítható erőméresi módszerrel foglalkozott. Párizsból hazatérve, 1883-ban a budapesti műegyetemre nevezték ki az ásványföldtani tanszékhez tanársegédül, 1892. január 30-án pedig az aradi állami főreáliskolához rendes tanárnak.
Több fizikai tárgyú ismeretterjesztő cikke jelent meg. Szerkesztette a Tanszabadság c. egyetemi hetilapot Bárczi (Brix) Ivánnal együtt 1879-ben Budapesten. Jelentős része volt az Eötvös-ingával eszközölt erdélyi mérések megszervezésében és azok lebonyolításában. 
Álneve és jegyei: Tiburtius és F. D. az Alföldben és Arad Vidékében.

## Művei
- Tánczoló asztalok és kopogó szellemek. Arad, 1883.
- Az anyag élete. Budapest, 1884. (Különnyomat a Fővárosi Lapokból.)
- A szakértői vélemény. Episod az aradi uj szinház történetéből. Arad, 1885. (* jegy alatt)
- Schoppenhauer rendszere. Arad, 1886.